# Vonsild
Vonsild er Koldings sydligste bydel, beliggende 4 km syd for Koldings centrum. Den har været landsby og senere stationsby, men nu er den vokset sammen med Kolding via et industriområde.
Vonsild hører til Vonsild Sogn, der har 4.071 indbyggere  (2024), men bydelen Vonsilds folketal er lidt mindre, da der i sognet også bor nogen uden for byområdet. Vonsild Kirke, opført i 1824, ligger i den gamle landsby. Den afløste en middelalderkirke fra omkring år 1200. Vonsild Præstegård, der blev fredet i 1979, er bygget i 1832 og udvidet med staldlængerne i 1835 og 1867.

## Faciliteter
Vonsild Skole har 420 elever, fordelt på 0.-9. klassetrin. Sydbank Arena, tidligere Kolding Hallerne, ligger i Vonsild. Tæt på Vonsild ligger desuden et af de få drive-in apoteker i Jylland.

## Historie

### Navnet
I 1400-tallet blev landsbyen kaldt Odenschulde, der betyder Odins kilde. Det skulle så være den gamle Lawen Å, som i dag hedder Seest Mølleå. Den løber gennem Vonsild, men har sit udspring i Svanemose 3 km sydvest for landsbyen. Det tyske navn Wonnsiedel i den ellers dansk-skrivende pastor Johannes Rüdes tillysningsbog for 1678-83 giver andre associationer: wonn = lyksalighed og siedel = bosættelse.

### Kongevejen
Efter at have afsluttet ombygningen af Haderslevhus til renæssanceslot anlagde Frederik 2. i slutningen af 1500-tallet kongevejen fra Haderslev via Errested, Bjerning Kirke, Seggelund, Tyrstrup Kirke, Høkkelbjerg, Åstorp Mark, Vonsild Skov og Vonsild til Kolding og videre til Jelling. Det var den eneste kongevej uden for Sjælland. Kongeveje måtte oprindeligt kun bruges af kongen og hans embedsmænd eller til hans forsyninger, og de var med bomme og porte spærret for anden trafik. Der var også en alfarvej, som alle måtte bruge. Den tog en omvej via Aller og Vejstrup.
I Vonsild Sogn blev kongevejen overvåget fra et Nordre og et Søndre Kongehus, der fungerede så længe vejen var "kongelig", dvs. til slutningen af 1600-tallet. Det nordre kongehus lå ved den nuværende Kongehusvej, og det søndre lå hvor der på målebordsbladet fra 1900-tallet står "Bomhus" lidt nord for den nuværende Lykkeshave-rundkørsel.
Udgifterne til anlæg og vedligeholdelse af kongevejene var pålagt de kongelige bønder. Vonsild var lagt under kronen, da hertug Hans den Ældre døde i 1580 uden arvinger, og Vonsild-bønderne blev ved med at være kronbønder helt ind i 1800-tallet. Udskiftningen fandt sted i 1772-73.

### Krigene
Det var farligt at bo langs denne vigtige vej op gennem Jylland. Tre gange i 1600-tallet blev Vonsild ramt af krige og dermed plyndringer og ødelæggelser. Den første var Kejserkrigen i 1625-26, som kun efterlod 11 uskadte gårde i hele Haderslev, Gram og Tyrstrup Herreder. Knap 20 år senere blev byen ramt af Torstenson-krigen, der efterlod 22% af gårdene i området helt forarmede eller øde. Under Karl Gustav-krigene i 1657-59 blev indbyggerne først generet af de angribende svenskere og bagefter af de brandenburgske og polske lejetropper, der skulle befri Jylland for svenskerne. De havde en pestlignende sygdom med sig, og indbyggerne flyttede ind til Kolding. Efter krigen var hverdagen præget af fattigdom, sygdom, børnedødelighed og tyngende skattebyrder.
Under slaget ved Kolding i Treårskrigen 1848-50 blev Vonsild igen ramt af krig.

### Vonsild Sogn
Vonsild Sogn hørte til Hertugdømmet Slesvig, og det historiske Sønderjylland grænsede dermed helt op til Kolding by. De nuværende veje Krathusvej, Hjelmsvej og Kongehusvej, der minder om sognets tre nordligste ejendomme Krathus, Hjelmsmølle og Nordre Kongehus, ligger kun godt ½ km fra Koldings centrum.
Efter krigen i 1864 var Vonsild et af de slesvigske sogne, der blev indlemmet i Kongeriget Danmark i bytte med de kongerigske enklaver i Vestslesvig. Vonsild undgik altså at komme under preussisk styre frem til genforeningen i 1920 og hører derfor efter den nutidige definition ikke til Sønderjylland, men til Sydjylland.
Fra 1864 hørte Vonsild under Vejle Amt sammen med de andre 7 sogne i Nørre Tyrstrup Herred. I 1866 blev Vonsild Sognekommune oprettet. I starten af 1900-tallet bredte Kolding by sig ud over sognegrænsen. Vonsild måtte i 1930 afstå den nordlige del Søndervang til Kolding købstad, og sognegrænsen blev flyttet til Gejlhavegård, hvor den ligger i dag. Ved kommunalreformen i 1970 indgik Vonsild Sognekommune i Kolding Kommune (1970-2006).

### Stationsbyen
I 1904 beskrives Vonsild således: "Vonsild (1463: Odinschulde, 1523: Odinschylde), ved Landevejen, med Kirke, Præstegd., Skole og Forskole (Sønderskole), Missionshus (opf. 1900), Forsamlingshus (opf. 1898), Andelsmejeri (Godthaab), Teglværk, Kro og Valgsted for Amtets 6. Folketingskr."
Hertil kom Vonsild Mølle, der var opført i 1877. Andelsmejeriet lå ved siden af møllen, og da det i 1938 fusionerede med Kolding Andelsmejeri, overtog Vonsild Mølle bygningerne. Møllen havde mistet vinger og møllehat ved en brand i 1932, men fortsatte som grovvareforretning til 2002, hvorefter bygningerne forfaldt og blev revet ned i 2016.
Vonsild fik jernbanestation på Kolding Sydbaners linje Kolding-Vamdrup (1911-48). Ved den sydlige ende af det 90 m lange læsse- og vigespor var der dyrefold med vejehus og siderampe. Stationsbygningen er bevaret på Vonsild Stationsvej 19.
I banens tid fik byen købmand, brugsforening, bageri, slagter, cykelhandler, landpolitibetjent, jordemoder og telefoncentral, der havde 49 abonnenter i 1924 og 58 i 1942.
Vonsild stationsby havde 512 indbyggere i 1930, 612 indbyggere i 1935, 481 indbyggere i 1940. I 1930 var fordelingen efter næringsvej: 142 levede af landbrug, 161 af håndværk og industri, 33 af handel og omsætning, 40 af transport, 28 af immateriel virksomhed, 41 af husgerning, 61 var ude af erhverv mens 6 ikke havde oplyst indkomstkilde.
Stationsbyen havde 462 indbyggere i 1945, 492 i 1950, 506 i 1955, 570 i 1960 og 647 indbyggere i 1965. I 1960 var fordelingen efter næringsvej: 57 levede af landbrug, 248 af håndværk og industri, 48 af handel og omsætning, 51 af transport, 44 af administration og liberale erhverv, 10 af andre erhverv, 107 af formue eller pension mens 5 ikke havde oplyst indkomstkilde. I 1965 var fordelingen efter næringsvej: 60 levede af landbrug, 225 af fremstillingsvirksomhed, 78 af byggeri og anlæg, 77 af handel og omsætning, 35 af transport, 54 af administration og liberale erhverv, 16 af andre erhverv, 96 af formue eller pension mens 6 ikke havde oplyst indkomstkilde.